# Xanthostemon vieillardii
Xanthostemon vieillardii är en myrtenväxtart som först beskrevs av Adolphe-Théodore Brongniart och Jean Antoine Arthur Gris, och fick sitt nu gällande namn av Franz Josef Niedenzu. Xanthostemon vieillardii ingår i släktet Xanthostemon och familjen myrtenväxter. Inga underarter finns listade i Catalogue of Life.